# 9-й Венецианский кинофестиваль
9-й Венецианский международный кинофестиваль проходил в Венеции, Италия, с 19 августа по 4 сентября, 1948 года.

## Жюри
- Луиджи Кьярини (Италия) (председатель жюри)
- Марио Громо (Италия)
- Гуидо Аристарко (Италия)
- Альберто Консильо (Италия)
- Артуро Лакончита (Италия)
- Виничо Маринуччи (Италия)
- Марио Меллони (Италия)
- Джорджо Проспери (Италия)
- Эндрю Феликс Морлион (Франция)

## Конкурсная программа

### Полнометражные фильмы
- Гамлет, режиссёр Лоренс Оливье
- Под солнцем Рима, режиссёр Ренато Кастеллани
- Деде из Антверпена, режиссёр Ив Аллегре
- Беглец, режиссёр Джон Форд, Эмилио Фернандес
- Джентльменское соглашение, режиссёр Элиа Казан
- Поверженный идол, режиссёр Кэрол Рид
- Луизианская история, режиссёр Роберт Дж. Флаэрти
- Музыка во тьме, режиссёр Ингмар Бергман
- Оливер Твист, режиссёр Дэвид Лин
- Процесс, режиссёр Георг Вильгельм Пабст
- Красные башмачки, режиссёр Майкл Пауэлл и Эмерик Прессбургер
- Поиск, режиссёр Фред Циннеман
- Земля дрожит, режиссёр Лукино Висконти
- Сокровища Сьерра Мадре, режиссёр Джон Хьюстон

### Дань Жаку Фейдеру
- Кармен
- Кренкебиль
- Новые господа
- Пансион «Мимоза»

### Персонал Эриха фон Штрогейма
- Глупые жёны
- La prigioniera dell’isola, режиссёр Марсель Кравенн

### Кино ретроспективной памяти Луи Люмьера
- Buffalo Bill
- Cinématographie Lumière (1895—1900)
- Cretinetti e le donne, режиссёр Андре Дид
- Fêtes du couronnement de S.M. le Tsar Nicolas II: le tsar & la tsarine entrent dans l'église
- Убийство герцога де Гиза, regia di Georges Hatot (1897)
- La Vie de Jésu
- Nègres dansant dans la rue

### Различные ретроспективные фильм
- Коридорный, режиссёр Роско ’Толстяк’ Арбакль
- Деревенщина
- Lot in Sodom, режиссёр Джеймс Сибли Уотсон и Мелвилл Веббер
- Охотники за спасением, режиссёр Джозеф фон Штернберг

### Работа ретроспективной Йориса Ивенса
- I 400 milioni
- Lavori nello Zuiderzee

### Ретроспективный отзыв Жорж Мельес
- Le Mélomane

## Награды
- Международный Гран-при за лучший фильм в Венеции: Гамлет, режиссёр Лоренс Оливье
- Кубок Вольпи за лучшую мужскую роль: Эрнст Дойч — Процесс
- Кубок Вольпи за лучшую женскую роль: Джин Симмонс — Гамлет
- Премии Председателя Совета Министров лучший итальянский фильм: Под солнцем Рима, режиссёр Ренато Кастеллани
- Международная премия за лучшую режиссёрскую работу: Георг Вильгельм Пабст — Процесс
- Международная премия за лучшую операторскую работу: Десмонд Дикинсон — Гамлет
- Международная премия за лучший художник-постановщик: Джон Брайан — Приключения Оливера Твиста
- Международная премия за лучший рассказ и сценарий: Грэм Грин — Поверженный идол
- Международный приз за лучшую музыкальную партитуру: Сокровища Сьерра Мадре
- Международная премия за короткометражный фильм: Сельские церкви, Vente aux enchères, Taget
- Международная премия за лучший анимационный фильм: Время мелодий
- Международный приз за мультфильм: Маленький солдат
- Международная премия «за его стилистической ценности» Земля дрожит
- Международная премия за лирическое значение: Луизианская история
- Международная премия за образное значение: Беглец
- Первая международная премия за лучший документальный фильм: Водоросли
- Медаль Биеннале: Женщина без лица
- Медаль на Венецианской биеннале: Заклейменные
- Медаль Венецианской биеннале за лучший кукольно-анимационный фильм: Špalíček
- Золотая медаль за лучший фильм природных явлений: Como nace un volcán
- Золотая медаль за лучший фильм по истории искусства: Il giorno della salute
- Золотая медаль за лучший фильм медицины: Traitement chirurgical de la sciatique
- Золотая медаль за лучший фильм изобразительного искусства: Ван Гог
- Золотая медаль за лучший документальный математической физики: Atomic Phisics
- Золотая медаль за лучший документальный промышленный фильм: Beth ha àrava
- Золотая медаль за лучший фильм для детей до 7 лет: Ukolébavka
- Золотая медаль за лучший фильм для детей в возрасте от 7 до 14 лет: The Secret Tunnel
- Золотая медаль за лучший учебный фильм: Wirkstoffe des Lebens
- Серебряная медаль за фильм искусств: Carpaccio
- Серебряная медаль за документальные математической физики: Naval Photography in Science
- Серебряная медаль для документальный промышленности: Poudre
- Серебряная медаль за историю кино: L’Olimpico
- Серебряная медаль за фильмы по технологии, промышленности и труда: Muži pod Prahou
- Серебряная медаль за спортивные фильмы: Jeden tisic milion
- Серебряная медаль за документальные медицину и естественные науки: Premiers pas
- Серебряная медаль: Amalfi
- Серебряная медаль за историю кино: Basiliche cristiane
- Серебряная медаль за научные фильмы математической физики: Famille de droites, famille de paraboles
- Серебряная медаль за фильм для детей в возрасте от 7 до 14 лет: Il sentiero della fortuna, The Greedy Boy’s Dream
- Серебряная медаль за фильмы для детей до 7 лет: Jacky, Jackotte et les sortilèges, Micetto cacciatore
- Серебряная медаль за медицину: Polio
- Серебряная медаль за документальные фильмы о природных явлениях: The Hurricane Circuit, Vanishing Africa
- Бронзовая медаль за новую технику в мультипликации: O milionári, který ukradl slunce
- Диплом: Andělský kabát